# Reisen und Abenteuer
Reisen und Abenteuer ist eine deutschsprachige Buchreihe mit Reise- und Abenteuerberichten, die in Leipzig bei F. A.  Brockhaus erschien. Die monographische Reihe erschien von 1919 bis 1934. Insgesamt umfasst sie 55 Bände. Eine andere Reihe des Brockhaus-Verlags erschien unter dem Titel Alte Reisen und Abenteuer, herausgegeben von Hans Plischke.
Die folgende Übersicht erhebt keinen Anspruch auf Aktualität oder Vollständigkeit:

## Übersicht
- Am Roroima. Koch-Grünberg, Theodor. 1934
- Faltboot stösst vor. Rittlinger, Herbert. 1934
- Tuan Gila. Helbig, Karl. 1934
- Die weisse Grenze. Jacobsen, Adrian. 1931
- Eismeerflug. Wilkins, George H. 1930
- Mit der „Novara“ um die Erde. Scherzer, Karl von. 1930
- Zehn Wochen bei chinesischen Banditen. Howard, Harvey James. 1930
- Die Entdeckung des Kaiser-Franz-Joseph-Landes. Payer, Julius. 1929
- Himmelwärts. Byrd, Richard Evelyn. 1929
- Im Banne der hellen Nächte. Hansen, Jörgen. 1929
- Rund um Südamerika. Bockenheimer, Philipp. 1929
- Fliegt mit! Wegener, Georg. 1928
- Kreuz und quer durch die Sahara. Rohlfs, Gerhard. 1928
- Mit Knud Rasmussen bei den amerikanischen Eskimos. Mathiassen, Therkel. 1928
- Aus Bolivias Bergen. Hoek, Henry William. 1927
- In Südamerika. Humboldt, Alexander von. 1927
- Mit dem Kurbelkasten bei den Menschenfressern. Johnson, Martin. 1927
- Sterbende Welt. Reischek, Andreas. 1927
- Wir zwei. Lindbergh, Charles A. 1927
- Bei meinen Freunden den Menschenfressern. Junker, Wilhelm. 1926
- Die Wallfahrt zum Wahren Jakob. Rickmers, Willi Rickmer. 1926
- Unter Javas Sonne. Foller, Hermann von. 1926
- Wunder der Erde. Berges, Philipp. 1926
- Die letzten wilden Indianer der Pampa. Mansilla, Lucio Victorio. 1925
- Elf Jahre unter den Schwarzen Südafrikas. Holub, Emil. 1925
- Hochtouren im tropischen Amerika. Meyer, Hans. 1925
- Auf den Inseln des ewigen Frühlings. Berger, Arthur. 1924
- Jäger des hohen Nordens. Vilhjálmur Stefánsson. 1924
- Leben und Tod am Südpol. Mawson, Douglas. 1924
- Unter den Rothäuten. Maximilian, Wied-Neuwied, Prinz. 1924
- An der Schwelle Innerasiens. Hedin, Sven Anders. 1923
- Auf verbotenen Wegen. Landor, Henry Savage. 1923
- Hochtouren im tropischen Afrika. Meyer, Hans. 1923
- Neues Land. Sverdrup, Otto Neumann. 1923
- Auf dem Kongo bis zur Mündung. Stanley, Henry Morton. 1922
- Der Untergang der Jeannette-Expedition. Gilder, William H. 1922
- Ein arktischer Robinson. Mikkelsen, Ejnar. 1922, 3. Aufl.
- Feuer und Schwert im Sudan. Slatin, Rudolf Carl von. 1922, 13. Aufl.
- General Prschewalskij in Innerasien. Hedin, Sven Anders. 1922
- Im sechsten Erdteil. Shackleton, Ernest H. 1922
- Mein erster Weg zum Kongo. Stanley, Henry Morton. 1922
- Meine erste Reise. Hedin, Sven Anders. 1922
- Sonnenländer. Rummel, Walter von. 1922
- Die Umsegelung Asiens und Europas auf der Vega. Nordenskiöld, Adolf Erik Frh. von. 1921
- Erinnerungen eines Weltreisenden. Wegener, Georg. 1921
- Im dunkelsten Afrika. Stanley, Henry Morton. 1921
- Sahara und Sudan. Nachtigal, Gustav. 1921
- Zu Land nach Indien. Hedin, Sven Anders. 1921
- Die Abenteuer der Gefährten. Scott, Robert Falcon. 1920
- Durch Asiens Wüsten. Hedin, Sven Anders. 1920
- Im Herzen von Afrika. Schweinfurth, Georg. 1920
- Wie ich Livingstone fand. Stanley, Henry Morton. 1920
- Abenteuer im Tibet. Hedin, Sven Anders. 1919
- Letzte Fahrt. Scott, Robert Falcon. 1919
- Transhimalaja. Hedin, Sven Anders. 1919